# Osłonka nabyta
Osłonka nabyta (pellicle) – cienka warstwa, która tworzy się z glikoprotein ślinowych na zębach już po kilku minutach po ich szczotkowaniu i do nich przylega. Chroni szkliwo przed działaniem kwasów i bierze udział w remineralizacji. Stanowi również podstawę do powstania płytki nazębnej poprzez zasiedlanie jej przez bakterie.